# Basket Cavezzo 2008-2009
Questa voce raccoglie le informazioni riguardanti il Basket Cavezzo nelle competizioni ufficiali della stagione 2008-2009.

## Stagione
Nella stagione 2008-2009 l'Acetum Cavezzo ha disputato la Serie A2.
Promossa dopo i play-off, in seguito la squadra rinuncia al campionato di Serie A1.

## Verdetti stagionali
- Serie A2: (34 partite)

stagione regolare: 1º posto nel Girone Nord su 14 squadre (23-3);
play-off: finale vinta contro Lucca (2-1).

## Rosa
|    | Naz.                | Ruolo | Sportivo         | Anno | Alt. |  |  |
| -- | ------------------- | ----- | ---------------- | ---- | ---- |  |  |
| 4  | Romania (bandiera)  | AC    | Simina Mandache  | 1981 | 185  |  |  |
| 5  | Italia (bandiera)   | A     | Eleonora Costi   | 1983 | 180  |  |  |
| 6  | Ungheria (bandiera) | C     | Eszter Knopp     | 1967 | 188  |  |  |
| 7  | Italia (bandiera)   | PG    | Valeria Zanoli   | 1984 | 170  |  |  |
| 8  | Italia (bandiera)   | A     | Masa Goldoni     | 1975 | 181  |  |  |
| 9  | Italia (bandiera)   | G     | Federica Comini  | 1993 | 167  |  |  |
| 11 | Italia (bandiera)   | P     | Giulia Monica    | 1987 | 169  |  |  |
| 12 | Italia (bandiera)   | P     | Ilaria Borra     | 1993 | 170  |  |  |
| 13 | Italia (bandiera)   | A     | Anita Lusuardi   | 1993 | 172  |  |  |
| 14 | Italia (bandiera)   | G     | Martina Luppi    | 1993 | 168  |  |  |
| 15 | Italia (bandiera)   | P     | Chiara Catellani | 1989 | 172  |  |  |
| 16 | Italia (bandiera)   | AC    | Anna Denti       | 1983 | 185  |  |  |
| 17 | Italia (bandiera)   | A     | Cecilia Malavasi | 1984 | 180  |  |  |
| 18 | Italia (bandiera)   | G     | Sara Acciuffi    | 1987 | 170  |  |  |
| 19 | Italia (bandiera)   | A     | Sara Berni       | 1993 | 176  |  |  |
| 20 | Italia (bandiera)   | P     | Erika Gozzi      | 1990 | 168  |  |  |

## Statistiche

### Statistiche di squadra
| Competizione        | Punti | In casa | In casa | In casa | In casa | In casa | In trasferta | In trasferta | In trasferta | In trasferta | In trasferta | Totale | Totale | Totale | Totale | Totale | Totale |
| Competizione        | Punti | G       | V       | P       | Ptf     | Pts     | G            | V            | P            | Ptf          | Pts          | G      | V      | P      | Ptf    | Pts    | Diff.  |
| ------------------- | ----- | ------- | ------- | ------- | ------- | ------- | ------------ | ------------ | ------------ | ------------ | ------------ | ------ | ------ | ------ | ------ | ------ | ------ |
| Serie A2 - Girone A | 46    | 13      | 12      | 1       | 965     | 710     | 13           | 11           | 2            | 849          | 742          | 26     | 23     | 3      | 1814   | 1452   | +362   |
| Play-off            |       | 5       | 4       | 1       | 370     | 321     | 3            | 2            | 1            | 190          | 158          | 8      | 6      | 2      | 560    | 479    | +81    |
| Totale              |       | 18      | 16      | 2       | 1335    | 1031    | 16           | 13           | 3            | 1039         | 900          | 34     | 29     | 5      | 2374   | 1931   | +443   |

### Statistiche delle giocatrici
| Giocatrice            | Partite | Partite | Min. | Pun | Tiri da 2 | Tiri da 2 | Tiri da 2 | Tiri da 3 | Tiri da 3 | Tiri da 3 | Tiri Liberi | Tiri Liberi | Tiri Liberi | Rimbalzi | Rimbalzi | Rimbalzi | Palle | Palle | Stopp. | Stopp. | Ass | Falli | Falli | Val. |
| Giocatrice            | Pr      | PG      | Min. | Pun | R         | T         | %         | R         | T         | %         | R           | T           | %           | D        | O        | T        | P     | R     | S      | D      | Ass | F     | S     | Val. |
| --------------------- | ------- | ------- | ---- | --- | --------- | --------- | --------- | --------- | --------- | --------- | ----------- | ----------- | ----------- | -------- | -------- | -------- | ----- | ----- | ------ | ------ | --- | ----- | ----- | ---- |
| Sara Acciuffi         | 31      | 13      | 65   | 13  | 2         | 2         | 100       | 3         | 5         | 60        |             |             |             | 4        | 2        | 6        | 8     | 2     |        |        |     | 9     |       | 2    |
| Chiara Catellani      | 33      | 27      | 347  | 38  | 9         | 25        | 36        | 3         | 23        | 13        | 7           | 8           | 88          | 24       | 4        | 28       | 24    | 21    | 1      | 1      | 5   | 36    | 13    | 8    |
| Eleonora Costi        | 34      | 31      | 951  | 384 | 86        | 150       | 57        | 55        | 136       | 40        | 34          | 43          | 79          | 106      | 34       | 140      | 65    | 62    | 7      | 5      | 26  | 69    | 65    | 387  |
| Anna Denti            | 34      | 34      | 750  | 148 | 61        | 143       | 43        | 0         | 2         | 0         | 22          | 40          | 55          | 136      | 80       | 216      | 67    | 49    | 9      | 11     | 6   | 79    | 47    | 220  |
| Masa Goldoni          | 34      | 34      | 852  | 287 | 47        | 100       | 47        | 53        | 139       | 38        | 27          | 40          | 68          | 104      | 36       | 140      | 71    | 44    | 5      | 2      | 22  | 73    | 50    | 244  |
| Erika Gozzi           | 5       | 0       |      | 0   |           |           |           |           |           |           |             |             |             |          |          |          |       |       |        |        |     |       |       |      |
| Eszter Knopp          | 33      | 32      | 548  | 59  | 15        | 38        | 39        | 8         | 31        | 26        | 5           | 9           | 56          | 90       | 13       | 103      | 18    | 27    |        | 4      | 21  | 30    | 22    | 138  |
| Anita Lusuardi        | 4       | 0       |      | 0   |           |           |           |           |           |           |             |             |             |          |          |          |       |       |        |        |     |       |       |      |
| Cecilia Malavasi      | 34      | 32      | 448  | 97  | 18        | 33        | 55        | 11        | 34        | 32        | 23          | 35          | 66          | 44       | 21       | 65       | 29    | 15    | 3      |        | 2   | 52    | 42    | 87   |
| Andra Simina Mandache | 31      | 31      | 1042 | 709 | 225       | 408       | 55        | 50        | 140       | 36        | 84          | 105         | 80          | 146      | 66       | 212      | 103   | 74    | 6      | 10     | 20  | 66    | 111   | 667  |
| Giulia Monica         | 33      | 33      | 561  | 134 | 24        | 51        | 47        | 22        | 58        | 38        | 16          | 20          | 80          | 41       | 22       | 63       | 40    | 41    | 1      | 1      | 11  | 44    | 32    | 130  |
| Valeria Zanoli        | 33      | 33      | 1095 | 505 | 140       | 251       | 56        | 39        | 134       | 29        | 103         | 150         | 69          | 96       | 19       | 115      | 120   | 104   | 5      |        | 66  | 60    | 168   | 520  |